# Isaac Margolis
Isaac Margolis (Jiṣḥaq Margoliôt) (* 1842 in Kalvarija (Kalvariya); † 1. August 1887 in New York City) war ein russisch-polnischer Rabbi und Autor.
Der Sohn des Rabbis von Wiżajny ist ein Nachkomme von Jomtow Lipmann Heller und widmete seine Jugend dem Studium des Talmud. 1862 siedelte er in Merkinė (seinerzeit Meretz), wo 1866 sein Sohn Max Leopold Margolis geboren wurde. Möglicherweise war er mit Hinde Bernstein, der Tochter von Mordechai Bernstein und Kaila Margolis verheiratet. Da es ihm hier bald nicht mehr gefiel, zog er nach Kaunas (Kowno), wo er bald eine Anstellung als Hauslehrer im Haus des Hesekiel Jaffe (Esekiel Moses Jaffe) fand. Später wurde er Rabbi von Druskininkai. 1884 emigrierte er in die USA und wurde Rabbi der Congregation Anshe-Kalvariya in New York.

## Veröffentlichungen
- Maʿoz ha-yam. Vilnius 1870[2]
- Sippûrê Ješûrun, ʿal pi sippûrê has-sôferim ... mêitti, Berlin 1876[3]